# Albert Chase McArthur

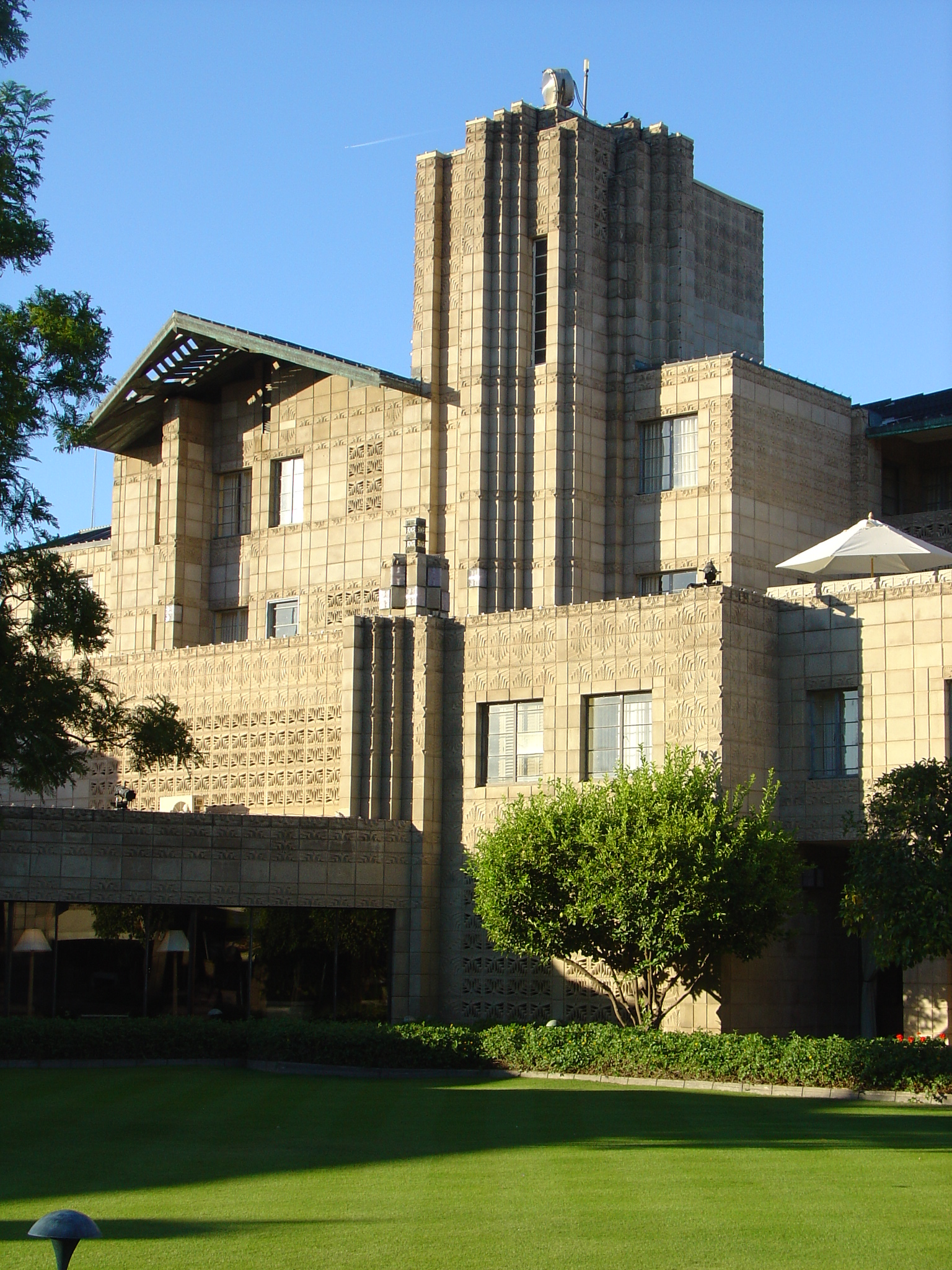
Arizona Biltmore

Albert Chase McArthur (2 de fevereiro de 1881 – Março de 1951) for um arquiteto estadunidense, membro do movimento conhecido como Prairie School e autor do projeto do Arizona Biltmore Hotel em Phoenix, Arizona.

## Primeiros anos
Albert McArthur nasceu em Dubuque, Iowa. Era o mais velho dos três filhos de Warren McArthur e Minnie Jewel Chase. Warren McArthur era um empresário, sócio de Edward Everett Boynton, na Hamilton Lantern Company. Foi por meio de McArthur que Boynton contratou Frank Lloyd Wright para projetar e construir a Edward E. Boynton House (1908) em Rochester, New York.
Warren McArthur ocasionalmente era chamado de "o pioneiro na venda de lanternas a pilha."[carece de fontes?]Foi gerente executivo de vendas na C T Ham Company de Rochester NY, na R E Deitz Company de Chicago e em outras companhias de iluminação. Em 1912 Warren McArthur Jr. projetou o que é conhecido como "Short-Globe Tubular Lantern".
Para Warren McArthur, Frank Lloyd Wright projetou a McArthur House de 1892, localizada na 4852 South Kenwood Avenue em Chicago, Illinois.  É uma das casas conhecidas como "bootleg houses"; composta por dois pavimentos, revestida externamente por tijolos romanos até a metade da altura do pavimento térreo (em Portugal conhecido como primeiro andar), e entrada principal com arcos ao estilo de Louis Sullivan. Este projeto foi um dos que motivaram a demissão de Wright do escritório de Sullivan. Certamente a casa era muito bem conhecido pelos três filhos de Warren McArthur.
Albert McArthur estudou no Armour Institute of Technology (mais tarde Illinois Institute of Technology) em Chicago e frequentou a Harvard University na turma de 1905. A despeito de nunca se ter formado, for convidado a ser o primeiro presidente do Harvard Club de Phoenix.
McArthur trabalhou com Frank Lloyd Wright entre 1907 e 1909. O escritório era comporto por um admirável conjunto de arquitetos criativos conforme relata, John Lloyd Wright, filho de Frank:
 William Eugene Drummond, Francis Barry Byrne, Walter Burley Griffin, Albert Chase McArthur, Marion Mahony, Isabel Roberts e George Willis eram os desenhistas. Cinco homens, duas mulheres. Vestiam gravatas esquisitas, e blusas apropriadas à tribo. Os homens penteavam seu cabelo como papai, todos exceto Albert, ele não tinha cabelo suficiente. Adoravam papai! E papai gostava deles! Eu sei que, na época, cada um deles fazia contribuições valiosas para o pioneirismo da arquitetura moderna americana pelos quais meu pai colhia toda a glória, as dores de cabeça e o reconhecimento de hoje!

McArthur continuou sua educação na Áustria e Itália. Em, 1912, com Arthur S. Coffin, abriu um escritório de arquitetura em Chicago. Mudou-se para Phoenix em 1925. O Biltmore é seu projeto mais importante. Em 1932, durante a Grande Depressão, os três irmãos McArthur mudaram-se para Hollywood, California. Albert Chase McArthur morreu em Março de 1951 na Califórnia.

## O Arizona Biltmore
Seus irmãos, Charles e Warren Jr., contrataram Albert McArthur para projetar um resort hotel para eles em Phoenix, o Arizona Biltmore. Albert, escolheu utilizar na construção do hotel o sistema de blocos de concreto com relevo de Frank Lloyd Wright, e contactou-o para obter a autorização. O sistema, aperfeiçoado na California por Lloyd, filho de Frank Lloyd Wright, era a escolha ideal de material a ser produzido no local, especialmente no deserto do Arizona. Wright estava em situação financeira desesperadora, além de problemas legais, e acabou vendendo aos irmãos McArthur Brothers os direitos de utilização sua patente do sistema apesar de não ter vendido a patente em si. Isto causou considerável embaraço à família McArthur quando o atual detentos da patente processou-os por seu infringimento. Albert com a filha de um rico produtor de chocolates israelita enquanto era estudante em Viena; em razão de seu duradoura anti-semitismo Wright sempre referiu-se ao filho de Albert como menino-judeu. Wright frequentemente minimizou as contribuições daquelas a ele associados aos quais nunca deu crédito. Ao ver o hotel terminado observou que "ficou tão ruim quanto esperado" e depois passou o resto de sua vida tentando ser reconhecido como autor do projeto. Muito característica a carta que escreveu a viúva de Albert Chase McArthur, 25 anos após o término do Arizona Biltmore:
"Sempre chamei Albert de arquiteto ... e sempre chamarei. Mas sei bem a verdade e você também deveria."
Wright também fez observações deste tipo na casa de Albert, imediatamente após seu funeral, e Charles McArthur derrubou-o com um soco na cara.
O relevo dos blocos utilizados na construção do Arizona Biltmore não é uma palmeira estilizada inspirada por Frank Lloyd Wright como ocasionalmente se diz[carece de fontes?] mas uma rubrica estilizada de Albert Chase McArthur, basada no desenho do logaritmo de um si bemol menor. Quando Taliesin restaurou Talleys depois do incêndio de 1971/2 reconstituíram os blocos a partir dos moldes originais, porém invertidos. A Srª Talley, pensando que este poderia ser um desenho de Frank Lloyd Wright, baniu Albert Chase McArthur da propriedade e removeu milhares de peças da mobília original de Warren McArthur as quais haviam constituído parte importante na aparência e valor do hotel.
Há outros trabalhos de Albert Chase McArthur em Phoenix incluindo a casa de M. D. B. Morgan, terminada em 1927, e diversas na área do Phoenix Country Club.